# Zero skateboards
Zero Skateboards es una compañía de material de skate, propiedad de Jamie Thomas, ubicada en Carlsbad, California.
Black Box Distribution acaba de comenzar $lave Skateboards, una nueva hermana para Zero. 
Las tablas Zero son fabricadas en Tijuana, México, por Edieth y Osuna, que es propiedad de Jamie Thomas. Zero es parte de la familia Black Box Distribution, junto con Mystery Skateboards, $lave Skateboards, y Fallen Footwear. 

## Historia
Zero Skateboards comenzó como una empresa de indumentaria en 1996. Se convirtió en una compañía de tablas de skate con Jamie Thomas dejando Toy Machine y convirtiéndose en el primer skater profesional de Zero. Dado que el equipo creció, Jamie empezó la empresa, Mystery Skateboards en octubre de 2003, dirigida por los skaters Adrian López, Ryan Smith y Lindsey Robertson, que fueron los aficionados en el momento de Zero, también fueron a Mystery. 
Zero ha ganado tres veces consecutivas en la competencia Thrasher Magazine’s King of the Road desde 2004 a 2006, superando a otros equipos como Girl Skateboards,  Toy Machine, Darkstar, Element, Flip, Habitat, Real, Almost, y Baker Sakteboards. Zero ha disminuido la defensa de su título de King of the Road para iniciar el "Black and White Tour" con el equipo de Mystery en 2007. Zero pro. Chris Cole ganó el premio Thrasher y TransWorld Skateboarding S.O.T.Y (skateboarder del Año). 
Zero es uno de los cinco equipos de skate  con los que el jugador puede participar en el videojuego Tony Hawk's Underground

## Equipo Zero
- Jamie Thomas
- Chris Cole
- John Rattray
- Osvaldo Thomas
- Tommy Sandoval
- James Brockman
- Elissa Steamer
- Matwiu Pineda
- Garrett Hill
- Keegan Sauder
- Vincent Fasanello
- Sheldon Meleshinski
- Tony Cervantes
- Ben Gilley
- Mario A Castro

## Curiosidad
El logotipo de la compañía fue utilizado en 1995 en la película animada de Pixar: "Toy Story", donde el personaje de Sid lleva una camiseta con el mismo logo.